# Власьев, Николай Сергеевич
Николай Сергеевич Власьев (1833—1873) — российский юрист.
По окончании в 1852 году Московского университета был назначен адъюнктом по кафедре государственного права и законов государственного благоустройства и благочиния в Ришельевский лицей.
В 1860 году, защитив магистерскую диссертацию «О вменении по началам теории и древнего русского права», удостоенную Уваровской премии, был утверждён профессором Ришельевского лицея.
В 1865—1873 годах в Новороссийском университете преподавал историю философии права.

## Публикации
- О вменении по началам теории и древнего русского права // Журнал Министерства народного просвещения, т. CXVI; отдельно. — М., 1860.